# Маркета Пилатова
Маркета Пилатова (на чешки: Markéta Pilátová) е чешка журналистка, преводачка испанистка, редакторка, поетеса и писателка, авторка на произведения в жанра драма, лирика и детска литература.

## Биография и творчество
Пилатова е родена в Кромериж, Чехословакия на 1 февруари 1973 г. Завършва гимназия в Кромериж. Следва романистика и история във Факултета по изкуства на университета „Палаки“ в Оломоуц.
След дипломирането си работи в университета 6 години като асистент, 2 години е преподавател по чешки език в катедрата по славистика в Гранада, Испания. След това тя пътува до Аржентина и Бразилия. В продължение на 5 години живее в бразилския щат Мато Гросо до Сул, в Сао Пауло и в Буенос Айрес, където преподава потомците на чешките ѝ сънародници, които са емигрирали от Чехословакия. След завръщането си в Чехия работи в отдела за култура на института „Сервантес“. В периода 2007 – 2008 г. работи като ръководител на чуждестранния отдел на седмичника „Respekt“.
Престоят ѝ в Латинска Америка я вдъхновява да започне да пише. Първият ѝ роман „Жълтите очи водят към дома“ е издаден през 2007 г. Двамата герои Яромир и Марушка са разделени от ада на войната – той в далечна Бразилия, тя в родната си Чехия. Писмата му до Марушка вълнуват не само нея, но и нейните 4 приятелки, чиито съдби странно се преплитат. Романът е номиниран за наградата „Магнезия Литера“ и наградата „Йозеф Шкворецки“.
През 2009 г. публикува втория си роман „Моята най-любима книга“, също номиниран за наградата „Магнезия Литера“ и наградата „Йозеф Шкворецки“. Необикновена бяла змия е затворена в Змийския институт, има способността да се вмъква в хорските сънища. Пахита е млада жена с индианско потекло, развила способността да чува и вижда змиите, и помага на собственика на института да заличи греховете си, а за това е нужно пречистване и преодоляване на злото с любов.
Произведенията ѝ за деца включват 2 поредици – „Кико“ и „Феята Вививила“, както и книгите „Jura a lama“ – за момче с 2 майки, и „Какво разказваше горилата“ – история за горилата Понг от зоопарка в Прага. Книгата „Какво разказваше горилата“ печели наградата „Злата стуха“.
През 2011 г. е публикувана първата ѝ стихосбирка „Zatýkání větru“ (Арест на вятъра) със стихове, вдъхновени от живота ѝ в Бразилия и Испания. Някои стихотворения от колекцията са станали текстове на песни на певицата Моника Начева.
Та публикува есета, статии за външната политика, репортажи, коментари, разкази и авторски колонки в много чешките медии, като „Respekt“, „Lidové Noviny“, и културното приложение „Salon Práva“. Освен това пише разкази за радиостанция „Вълтава“ и прави преводи на произведения от испански и английски автори.
Маркета Пилатова живее със семейството си в Прага и Велке Лосини.

## Произведения

### Проза
- Žluté oči vedou domů (2007)
Жълтите очи водят към дома, изд.: ИК „Персей“, София (2017), прев. Деница Дабижева
- Má nejmilejší kniha (2009)
Моята най-любима книга, изд.: ИК „Персей“, София (2016), прев. Деница Дабижева
- Tsunami blues (2014)
- Kulaté rámy slov (2015)
- Hrdina od Madridu (2016)
- S Baťou v džungli (2017)
- Jak bratři Baťové obouvali svět (2020)
- Senzibil (2020)

### Детска литература
- Jura a lama (2012)
- Co vyprávěla gorila (2019)
Какво разказваше горилата, изд.: ИК „Персей“, София (2020), прев. Деница Проданова

#### Серия „Феята Вививила“ (Víla Vivivíla)
1. Víla Vivivíla a stíny zvířat (2009)
2. Víla Vivivíla a piráti jižního moře (2010)

#### Серия „Кико“ (Kiko)
1. Kiko a tajemství papírového motýla (2010)
2. Kiko a tulipán (2016)

### Поезия
- Zatýkání větru (2011)

### Преводи
- „Macanudo“ на Рикардо Линиер (2001)
- „Věřící“ на Норма Лазо (2010)